# フェルナンド・ベルダスコ
フェルナンド・ベルダスコ・カルモナ（Fernando Verdasco Carmona, 1983年11月15日 - ）は、スペイン・マドリード出身の元男子プロテニス選手。これまでにATPツアーでシングルス7勝、ダブルス8勝を挙げている。ATPランキング自己最高位はシングルス7位、ダブルス8位。身長188cm、体重88kg。左利き、バックハンド・ストロークは両手打ち。フォアハンド・ストロークを最も得意にする。
2013年ATPワールドツアー・ファイナル男子ダブルス優勝者。マスターズ1000シングルス・ダブルス共に準優勝1回。デビスカップスペイン代表の3度の優勝に貢献。

## 選手経歴

### ジュニア時代
自宅の裏庭にある2面のハードコートがある家庭で育ち、4歳の時から父親とともにテニスを始めた。11歳の時に学校よりもテニスに専念するためにテニス・アカデミーで通っていた。両親はマドリード市内でレストランを経営している。ベルダスコには2歳下の妹がいる。

### 2001年 プロ転向
2001年に18歳でプロ転向。その年の年間最終ランキングは464位。約2年間男子ツアーの下部組織の大会で下積み生活を送っていた。

### 2002年 トップ200入り
スペインで開催されたITF男子サーキットでフューチャーズ大会初優勝を果たして、その後も3度も準優勝を挙げた。セゴビアで開催されたATPチャレンジャーツアーでは準優勝。その他には2度もチャレンジャーでベスト4入りをして、年間最終ランキングは173位となり、トップ200入りまでランキングを上昇させて、飛躍の年となった。

### 2003年 グランドスラム初勝利
2003年ウィンブルドン選手権で4大大会にデビューした。ウィンブルドンでは1回戦でヤルコ・ニエミネンに敗れたが、同年の全米オープンでパラドーン・スリチャパンとの3回戦に進出する。

### 2004年 ツアー初優勝
4月のバレンシア・オープンでシングルス初優勝を挙げ、半年後の10月にストックホルム・オープンでフェリシアーノ・ロペス（同じマドリード出身の左利き選手で、ベルダスコの最大の親友）とペアを組んでダブルス初優勝を遂げた。

### 2005年 グランドスラム4回戦進出
全米オープンで初の4回戦進出がある。この4回戦でもニエミネンに敗れたが、直前の3回戦で当時18歳のノバク・ジョコビッチを破る勝利があった。

### 2006年 ツアー通算100勝
2006年はウィンブルドンで4回戦に進出しているが、その過程では2回戦でベンヤミン・ベッカー、3回戦で第3シードのダビド・ナルバンディアンを破り、4回戦でラデク・ステパネクに7-6, 3-6, 6-4, 4-6, 2-6のフルセットで競り負けた。

### 2007年 グランドスラム4回戦進出
2007年には、ベルダスコは全仏オープンで初の4回戦進出を決める。2回戦でドミトリー・トゥルスノフ、3回戦で同じスペインのダビド・フェレールを破ったベルダスコは、4回戦で第6シードのジョコビッチに3-6, 3-6, 6-7のストレートで完敗した。年間最終ランキングは26位。

### 2008年 デビス杯初優勝
2008年7月、ベルダスコはクロアチア・オープン決勝でイーゴリ・アンドレエフをフルセットの接戦で下した。こうして、バレンシア・オープン会以来4年ぶりの男子ツアーシングルス優勝を遂げた。年間最終ランキングは16位。

### 2009年 全豪ベスト4 全米ベスト8 ATPファイナルズ初出場 トップ10入り

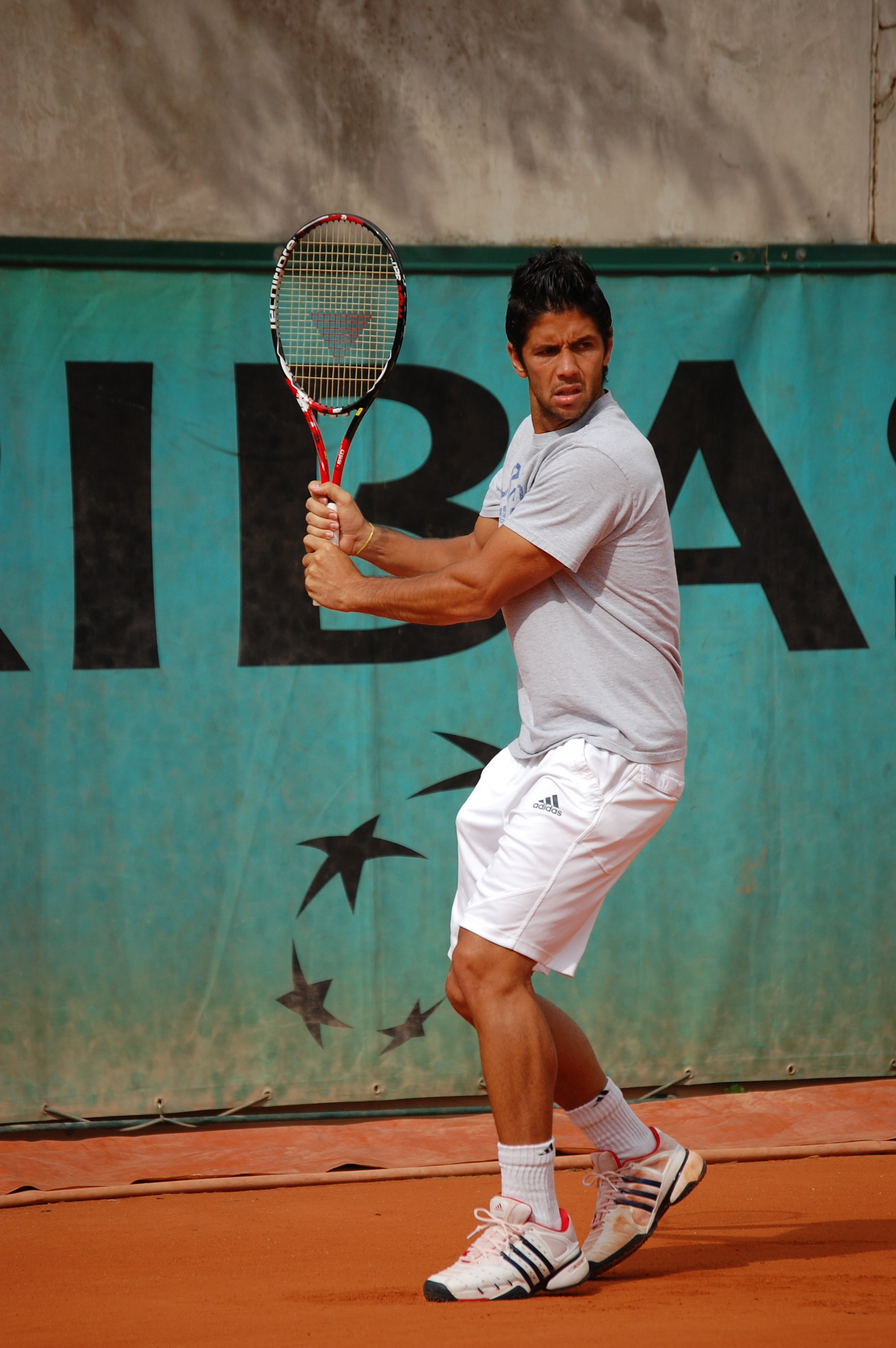
2009年全仏オープンでのフェルナンド・ベルダスコ

2009年全豪オープンで、ベルダスコは初めて4大大会シングルスのベスト4進出を決めた。4回戦で第4シードのアンディ・マリーを2-6, 6-1, 1-6, 6-3, 6-4のフルセットで破り、ついにシングルス4回戦の壁を破る。準々決勝では前年度準優勝者の第5シード、ジョー＝ウィルフリード・ツォンガを7-6, 3-6, 6-3, 6-2で破り、初進出の準決勝で第1シードのラファエル・ナダルと長い激闘を繰り広げたが7-6, 4-6, 6-7, 7-6, 4-6で敗れた。準決勝の試合時間「5時間14分」は、全豪オープン男子シングルスの史上最長記録になった。全豪オープン終了後、ベルダスコは世界ランキングを9位に上げ、25歳にして初のトップ10入りを果たした。この後全米オープンでも初のベスト8に入っている。
年度末のATPワールドツアー・ファイナルに参戦し、各試合ともセットを奪い、善戦したものの3連敗に終わった。年間最終ランキングは9位。

### 2010年 マスターズ準優勝 デビス杯V2
2010年も好調を維持し続け、SAPオープンでアンディ・ロディックに3-6, 6-4, 6-4で勝利、モンテカルロ・マスターズでマスターズ1000で初めて決勝に進出し、ラファエル・ナダルに敗れるも準優勝、バルセロナ・オープンでも前年度全仏オープン準優勝者ロビン・セーデリングを6-3, 4-6, 6-3で破って、2勝を挙げている。
2005年から男子テニス国別対抗戦・デビスカップスペイン代表選手になり、2008年にチームを4年ぶり3度目の優勝に導いた。決勝戦は11月21日-23日にかけて、対戦相手国アルゼンチンのホームコートで行われた。ベルダスコはロペスと組んだダブルス第3試合に勝った後、シングルス第4試合でホセ・アカスソを6-3, 6-7, 4-6, 6-3, 6-1で破り、自らの手で優勝を決めた。2009年と2011年の優勝にも貢献している。年間最終ランキングは9位。

### 2012年 ツアーダブルス4勝目
2012年のロンドン五輪でオリンピックに初出場した。シングルス1回戦でウズベキスタンのデニス・イストミンに4-6, 6-7(9)で敗れた。年間最終ランキングは24位。

### 2013年 ウィンブルドンベスト8 ATPファイナルズダブルス初優勝
2013年ウィンブルドン選手権ではノーシードからベスト8に進出した。準々決勝では優勝したアンディ・マリーに6-4, 6-3, 1-6, 4-6, 5-7で逆転負けを喫した。

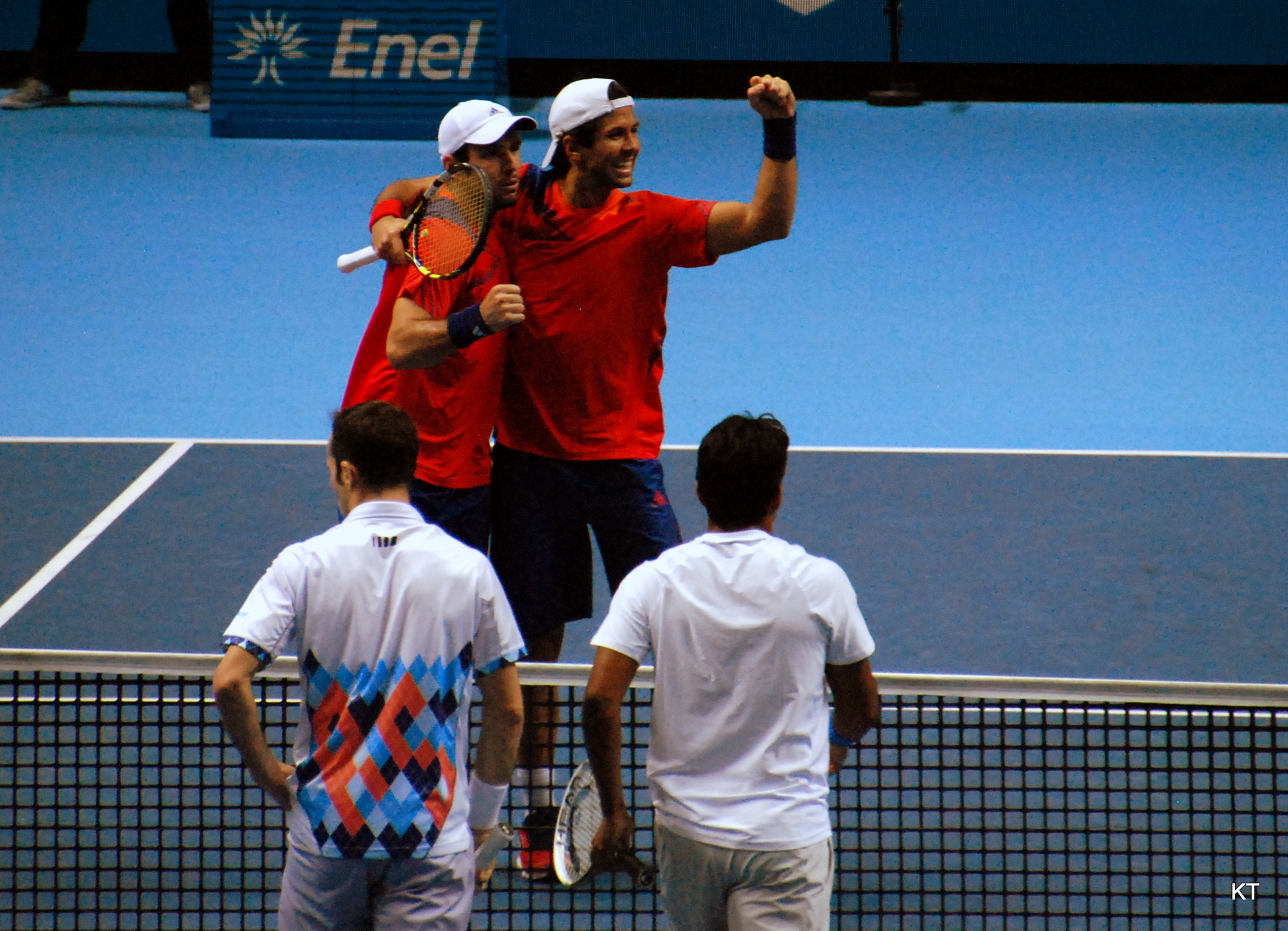
2013年ATPファイナルズダブルスでのフェルナンド・ベルダスコ

ダブルスではダビド・マレーロと組み最終戦のATPワールドツアー・ファイナルで決勝に進出。ブライアン兄弟を7–5, 6–7(3), [10–7]で破り優勝した。年間最終ランキングは30位。

### 2014年 ツアー通算400勝
2014年8月25日全米オープン1回戦で、シングルス通算400勝達成。スペイン人男子では11人目の記録。年間最終ランキングは33位。

### 2016年 ツアー7勝目
全豪オープンでは1回戦で第5シードのラファエル・ナダルに7-6(6), 4-6, 3-6, 7-6(4), 6-2のフルセットの末に勝利を収める番狂せを起こすも、2回戦ではドゥディ・セラに6-4, 4-6, 3-6, 7-6(4)で敗れた。BNPパリバ・オープンでは3回戦でラファエル・ナダルに敗れた。マイアミ・オープンでは3回戦敗退。
モンテカルロ・マスターズでは2回戦でダビド・ゴファンに敗れた。ブカレスト・オープンでは決勝でリュカ・プイユを6-3, 6-2で下して、シングルスツアー7勝目を挙げた。マドリード・オープンでは2回戦でリシャール・ガスケに敗れた。全仏オープンでは3回戦で第5シードの錦織圭に6-3, 6-4, 3-6, 2-6, 6-4のフルセットの末に敗れた。ウィンブルドン選手権では1回戦で第19シードのバーナード・トミックに6-4, 3-6, 3-6, 6-3, 4-6のフルセットで敗れた。

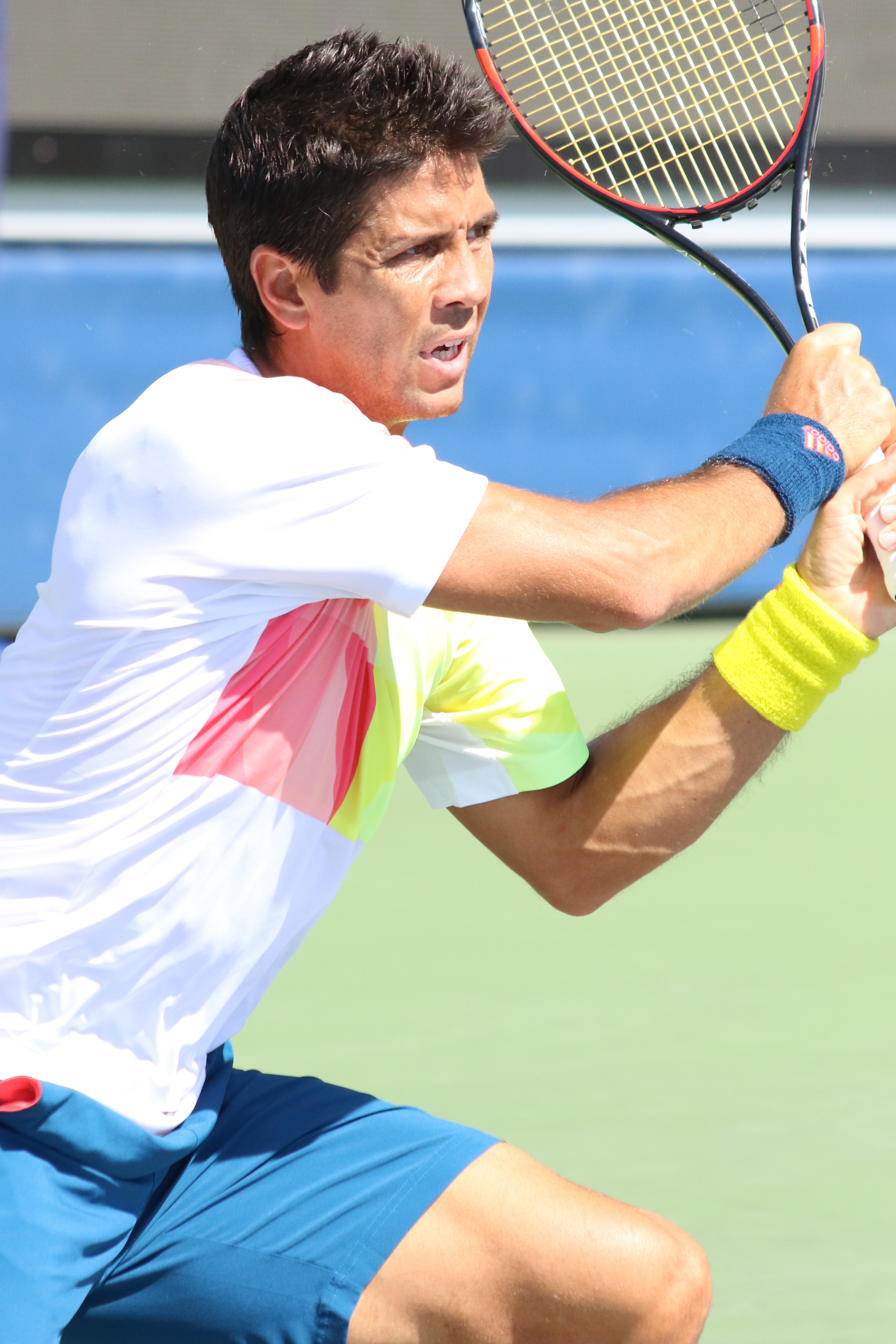
2016年全米オープンでのフェルナンド・ベルダスコ

スウェーデン・オープンでは決勝でアルベルト・ラモス＝ビノラスに3-6, 4-6で敗れて準優勝。全米オープンでは1回戦で第3シードのスタン・ワウリンカに6-7(4), 4-6, 4-6のストレートで敗れた。上海マスターズでは1回戦でリュカ・プイユに初戦敗退。パリ・マスターズでは2回戦でアンディ・マリーに敗れて、シーズン終了。年間最終ランキングは42位。

### 2017年 全仏ダブルスベスト4
全豪オープンでは1回戦でノバク・ジョコビッチに1-6, 6-7(4), 2-6のストレートで敗れた。
ドバイ・テニス選手権では決勝進出。決勝でアンディ・マリーに6-3, 6-2で敗れて準優勝。
全仏オープンで1回戦で第9シードのアレクサンダー・ズベレフに4-6, 6-3, 4-6, 2-6で勝利。2回戦ではピエール＝ユーグ・エルベールに6-3, 3-6, 4-6, 6-3, 6-3のフルセットで破り、3回戦では第22シードのパブロ・クエバスを6-2, 6-1, 6-3のストレートで退けて、全仏通算6度目の4回戦で初のベスト8進出を狙ったが、第8シードの錦織圭に序盤はリードするも6-0, 4-6, 4-6, 0-6で敗れた。しかし、ダブルスではベスト4入りを果たした。

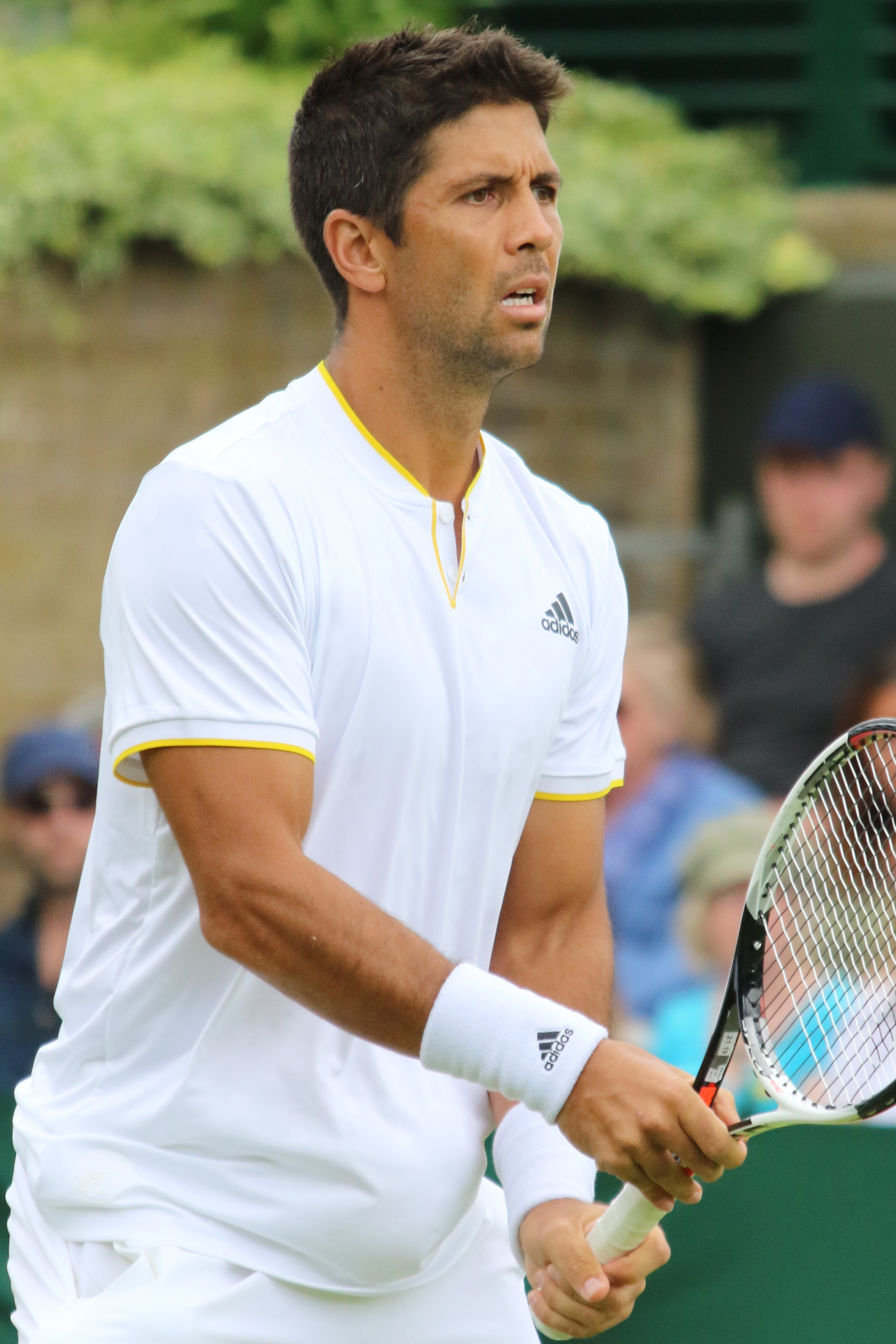
2017年ウィンブルドン選手権でのフェルナンド・ベルダスコ

ウィンブルドン選手権では1回戦でケビン・アンダーソンを6-2, 6-7(5), 6-7(8), 3-6で敗れた。スウェーデン・オープンではベスト4入り。準決勝でダビド・フェレールに敗れた。レーバー・カップではヨーロッパ代表の補欠として参戦。
全米オープンでは2回戦で第31シードのフェリシアーノ・ロペスに3-6, 2-6, 6-3, 1-3で敗れた。上海マスターズではファビオ・フォニーニに初戦敗退。パリ・マスターズでは準々決勝でジャック・ソックに敗れて、シーズン終了。年間最終ランキングは35位。

### 2018年 ツアー通算500勝
全豪オープンでは1回戦で同胞の第20シードであるロベルト・バウティスタ・アグートを6-1, 7-5, 7-5をストレートで勝利するも、2回戦ではマクシミリアン・マーテラーに4-6, 6-4, 6-7(5), 6-3, 3-6のフルセットの末に敗れた。リオ・オープンでは決勝進出。決勝ではディエゴ・シュワルツマンに2-6, 3-6のストレートで敗れたが、ダブルスでは優勝を果たした。
ムチュア・マドリード・オープンでは2回戦敗退したが、キャリア通算500勝を達成した。全仏オープンでは第30シードとして出場し、3回戦でグリゴール・ディミトロフを7-6(4), 6-2, 6-4のストレートで破り、4回戦進出。4回戦では第20シードのノバク・ジョコビッチに3-6, 4-6, 2-6のストレートで敗退。

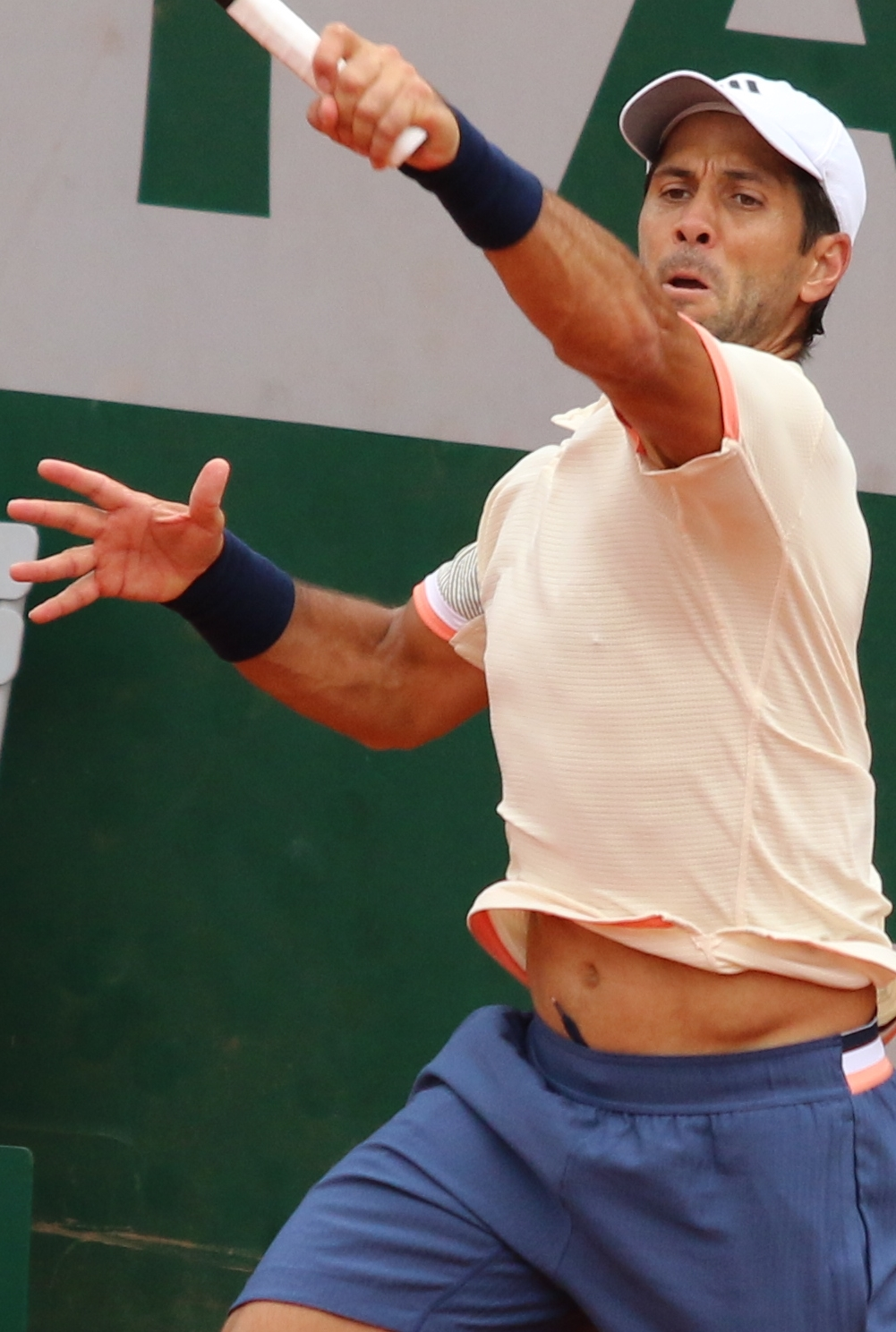
2018年全仏オープンでのフェルナンド・ベルダスコ

ウィンブルドン選手権では第30シードで出場して、フランシス・ティアフォーに6-7(6), 6-7(5), 6-3, 3-6で1回戦で姿を消した。第31シードで迎えた全米オープンでは1回戦でフェリシアーノ・ロペスに2-6, 5-7, 4-6のストレートで破り、2回戦ではアンディ・マリーを7-5, 2-6, 6-4, 6-4で勝利。3回戦では第3シードのフアン・マルティン・デル・ポトロに5-7, 6-7(6), 3-6のストレートで敗れた。パリ・マスターズでは3回戦でマレク・ジャジリに敗れて、シーズン終了。年間最終ランキングは28位。

### 2019年 グランドスラム4回戦進出
カタール・エクソンモービル・オープンでは3回戦でトマーシュ・ベルディハに敗れた。第26シードとして迎えた全豪オープンでは3回戦で第6シードのマリン・チリッチに6-4, 6-3, 1-6, 6-7(8), 3-6のフルセットで敗れた。

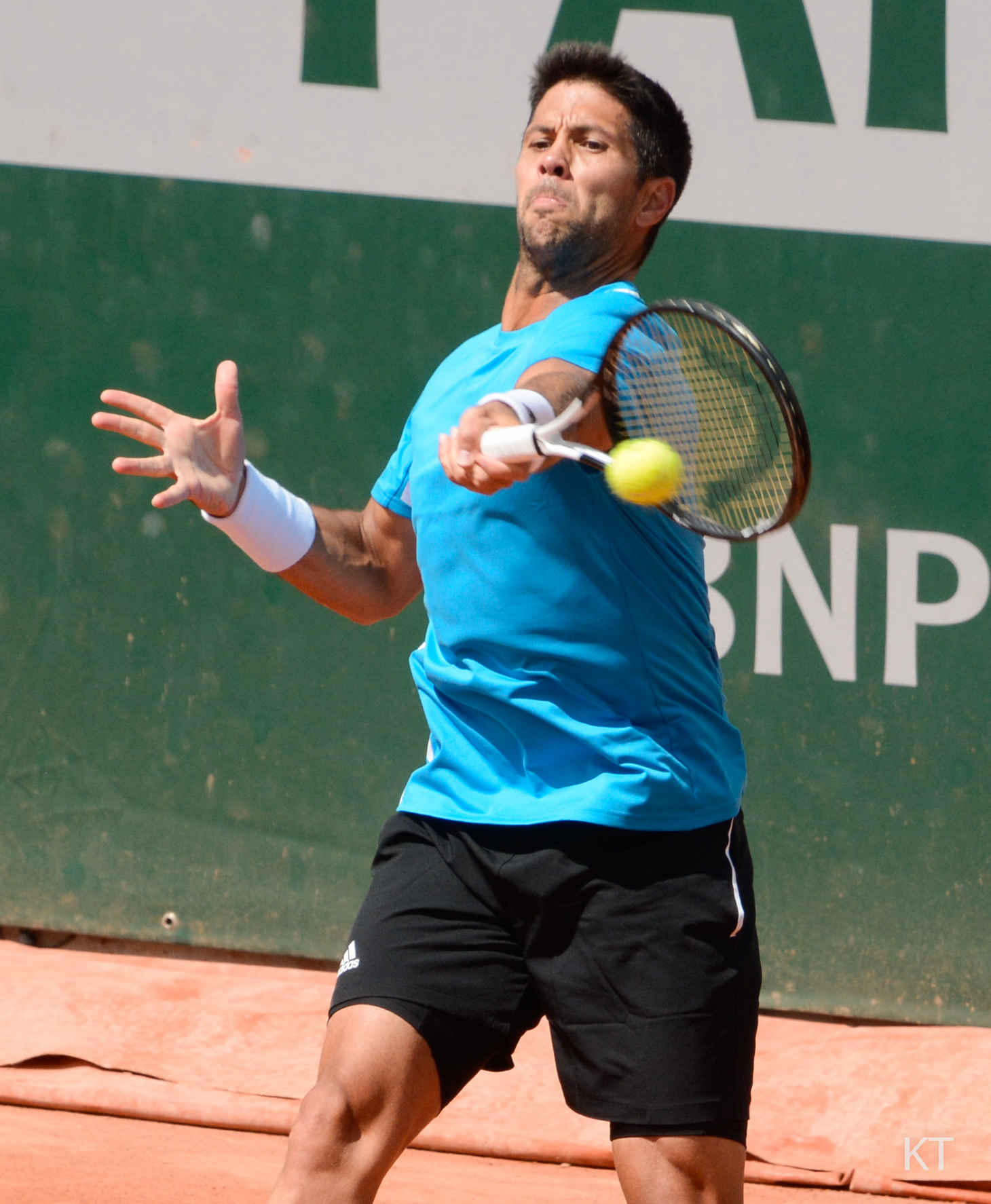
2019年全仏オープンでのフェルナンド・ベルダスコ

モンテカルロ・マスターズではピエール＝ユーグ・エルベールに初戦敗退。バルセロナ・オープンでは2回戦でグリゴール・ディミトロフに敗れた。マドリード・オープンでは3回戦でステファノス・チチパスに敗れた。BNLイタリア国際ではベスト8入り。準々決勝ではラファエル・ナダルに敗れた。全仏オープンでは2回戦敗退。ウィンブルドン選手権では2回戦で第30シードのカイル・エドマンドを4-6, 4-6, 7-6(3), 6-3, 6-4のフルセットで勝利。そのまま4回戦進出。第21シードのダビド・ゴファンに6-7(9), 6-2, 3-6, 4-6で4回戦敗退。
全米オープンでは2回戦で鄭現に6-1, 6-2, 5-7, 3-6, 6-7(3)のフルセットで敗れた。上海マスターズではテイラー・フリッツに初戦敗退。パリ・マスターズでは2回戦でアレクサンダー・ズベレフに敗れて、シーズン終了。年間最終ランキングは49位。

### 2020年 ツアー通算550勝
カタール・エクソンモービル・オープンではベスト8入り。全豪オープンではグランドスラムで67回連続で出場した。また、この間にキャリア通算500勝を挙げた。3回戦で第7シードのアレクサンダー・ズベレフに2-6, 2-6, 4-6のストレートで敗れた。年間最終ランキングは65位。

### 2021年 トップ150圏外
マイアミ・オープンでは初戦敗退。エストリル・オープンではアルベルト・ラモス＝ビノラスに初戦敗退。マドリード・オープンでは1回戦でクリスチャン・ガリンに1-6, 4-6で敗れた。全仏オープンでは1回戦でフィリップ・コールシュライバーに6-7(3), 2-6, 6-2, 4-6で敗れた。ウィンブルドン選手権では1回戦で第18シードのグリゴール・ディミトロフに6-3, 3-6, 4-6, 4-6で敗れた。ウエスタン・アンド・サザン・オープンでは予選1回戦でリシャール・ガスケに4-6, 0-6で敗れた。全米オープンでは予選2回戦敗退。年間最終ランキングは154位。

### 2022年 トップ100圏外

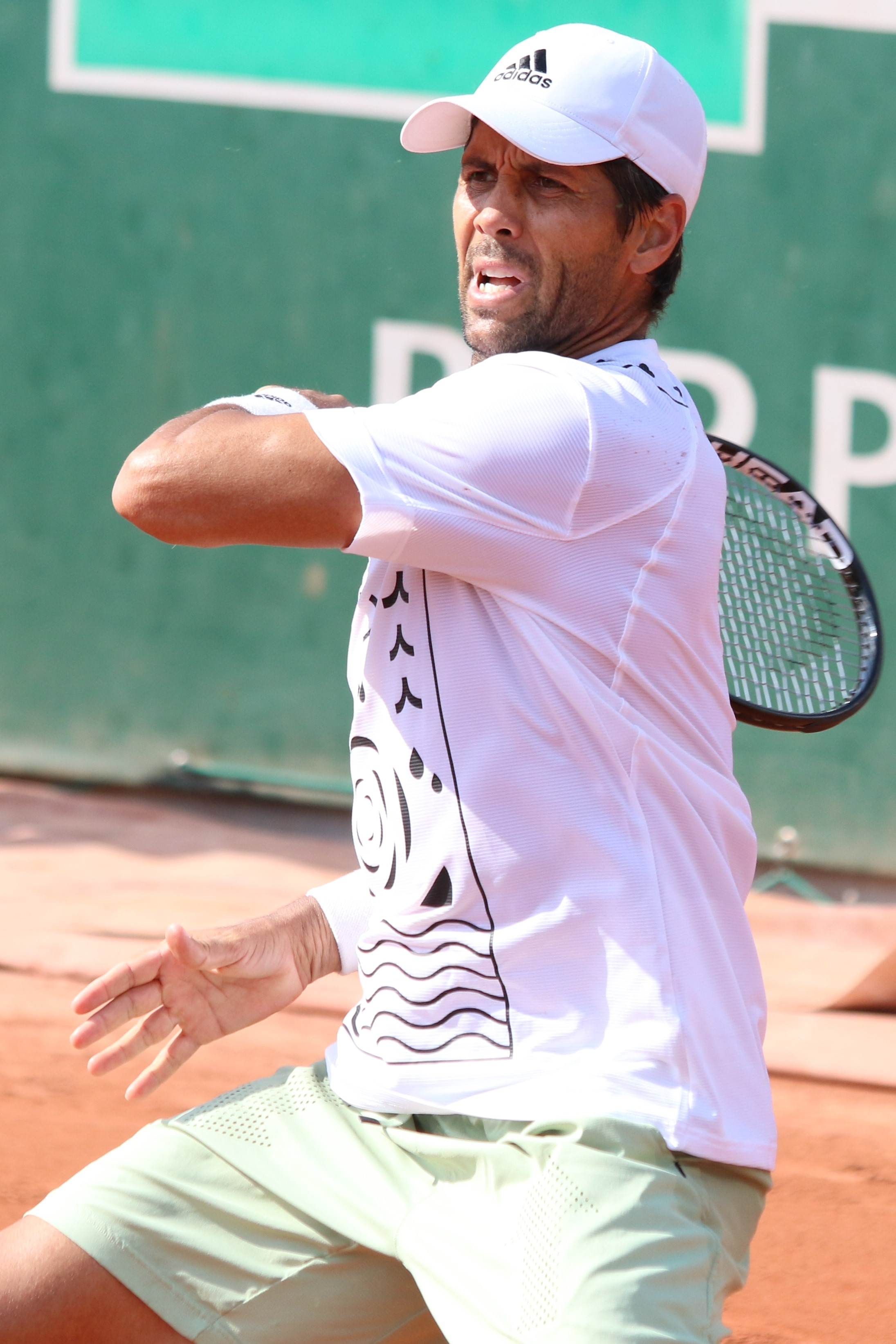
2022年全仏オープンでのフェルナンド・ベルダスコ

予選から勝ち上がったマイアミ・オープンではボルナ・コリッチに4-6, 5-7のストレートで初戦敗退となった。全仏オープンでは予選1回戦でダミル・ジュムールを6-2, 5-7, 6-1で下すも、予選2回戦でアレクサンダー・リチャードに2-6, 6-3, 3-6で敗れた。ウィンブルドン選手権では1回戦で第30シードのトミー・ポール (テニス) に1-6, 2-6, 6-7(4)のストレートで初戦敗退。ラッキールーザーとして臨んだ全米オープンでは1回戦で權順宇に2-6, 7-6(4), 3-6, 3-6で第2セットを奪うも、初戦敗退となった。昨年からの不調が続き、100位圏外まで世界ランキングが下降した。年間最終ランキングは124位。

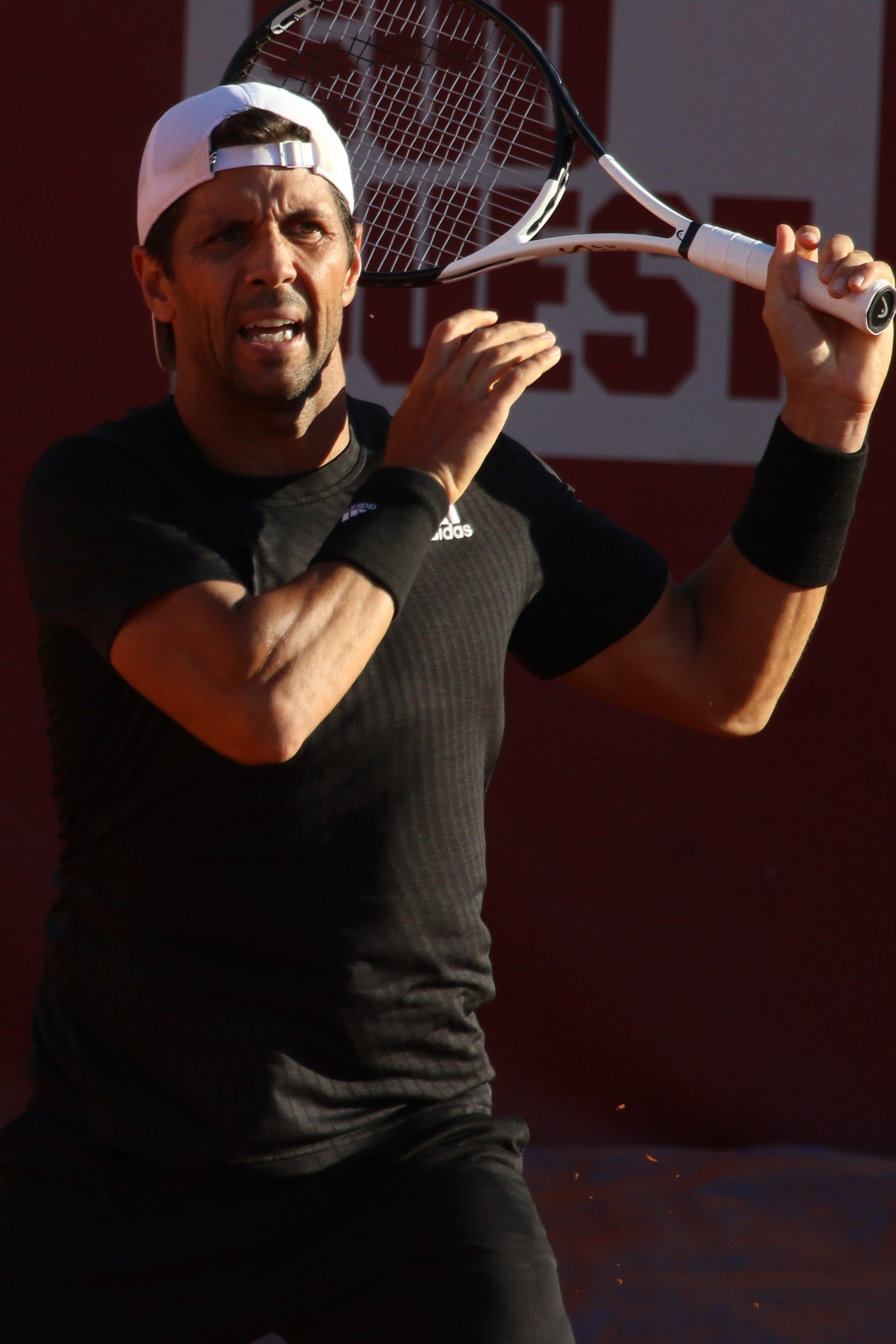
2022年ボルドー・チャレンジャーでのフェルナンド・ベルダスコ

### 2023-2024年 ランキング消滅
全豪オープンでは予選1回戦でニーノ・セルダルシッチに3-6, 6-4, 6-2の逆転で破るも、予選2回戦で商竣程に3-6, 6-2, 4-6で敗れた。そこからはATPツアーでほとんどプレーをしていない状態であった。2023年の年間最終ランキングは651位。2024年にはランキングは消滅した。

### 2025年 引退
2月15日、カタール・エクソンモービル・オープンで元世界ランキング1位のノバク・ジョコビッチとペアを組み出場するダブルスを最後に現役を引退すると発表した。1回戦ではカレン・ハチャノフ/アレクサンダー・ブブリク組を6-1, 6-1のストレートで破り、初戦突破を果たした。

## ATPツアー決勝進出結果

### シングルス: 23回 (7勝16敗)
| 大会グレード                    |
| グランドスラム (0–0)            |
| ATPファイナルズ (0–0)           |
| ATPツアー・マスターズ1000 (0–1) |
| ATPツアー500 (1–5)              |
| ATPツアー250 (6–10)             |

| サーフェス別タイトル |
| ハード (2–5)         |
| クレー (5–10)        |
| 芝 (0–1)             |
| カーペット (0–0)     |

| 結果   | No. | 決勝日         | 大会                 | サーフェス    | 対戦相手                         | スコア                  |
| ------ | --- | -------------- | -------------------- | ------------- | -------------------------------- | ----------------------- |
| 準優勝 | 1.  | 2004年3月7日   | アカプルコ           | クレー        | カルロス・モヤ                   | 3-6, 0-6                |
| 優勝   | 1.  | 2004年4月12日  | バレンシア           | クレー        | アルベルト・モンタニェス         | 7-6(7-5), 6-3           |
| 準優勝 | 2.  | 2005年7月30日  | キッツビュール       | クレー        | ガストン・ガウディオ             | 6-2, 2-6, 4-6, 4-6      |
| 準優勝 | 3.  | 2007年10月27日 | サンクトペテルブルク | ハード (室内) | アンディ・マリー                 | 2-6, 3-6                |
| 準優勝 | 4.  | 2008年6月22日  | ノッティンガム       | 芝            | イボ・カロビッチ                 | 5-7, 7-6(7-4), 6-7(6-8) |
| 優勝   | 2.  | 2008年7月20日  | ウマグ               | クレー        | イーゴリ・アンドレエフ           | 3-6, 6-4, 7-6(7-4)      |
| 準優勝 | 5.  | 2009年1月5日   | ブリスベン           | ハード        | ラデク・ステパネク               | 6-3, 3-6, 4-6           |
| 優勝   | 3.  | 2009年8月29日  | ニューヘイブン       | ハード        | サム・クエリー                   | 6-4, 7-6(8-6)           |
| 準優勝 | 6.  | 2009年10月4日  | クアラルンプール     | ハード (室内) | ニコライ・ダビデンコ             | 4-6, 5-7                |
| 優勝   | 4.  | 2010年2月14日  | サンノゼ             | ハード (室内) | アンディ・ロディック             | 3-6, 6-4, 6-4           |
| 準優勝 | 7.  | 2010年4月18日  | モンテカルロ         | クレー        | ラファエル・ナダル               | 0-6, 1-6                |
| 優勝   | 5.  | 2010年4月25日  | バルセロナ           | クレー        | ロビン・セーデリング             | 6-3, 4-6, 6-3           |
| 準優勝 | 8.  | 2010年5月22日  | ニース               | クレー        | リシャール・ガスケ               | 3-6, 7-5, 6-7(5-7)      |
| 準優勝 | 9.  | 2011年2月13日  | サンノゼ             | ハード (室内) | ミロシュ・ラオニッチ             | 6-7(6-8), 6-7(5-7)      |
| 準優勝 | 10. | 2011年5月1日   | エストリル           | クレー        | フアン・マルティン・デル・ポトロ | 2-6, 2-6                |
| 準優勝 | 11. | 2011年7月31日  | グシュタード         | クレー        | マルセル・グラノリェルス         | 4-6, 6-3, 3-6           |
| 準優勝 | 12. | 2012年3月3日   | アカプルコ           | クレー        | ダビド・フェレール               | 1-6, 2-6                |
| 準優勝 | 13. | 2013年7月14日  | ボースタード         | クレー        | カルロス・ベルロク               | 5-7, 1-6                |
| 優勝   | 6.  | 2014年4月13日  | ヒューストン         | クレー        | ニコラス・アルマグロ             | 6-3, 7-6(7-4)           |
| 優勝   | 7.  | 2016年4月25日  | ブカレスト           | クレー        | リュカ・プイユ                   | 6-3, 6-2                |
| 準優勝 | 14. | 2016年7月17日  | ボースタード         | クレー        | アルベルト・ラモス＝ビニョラス   | 3-6, 4-6                |
| 準優勝 | 15. | 2017年3月4日   | ドバイ               | ハード        | アンディ・マリー                 | 3-6, 2-6                |
| 準優勝 | 16. | 2018年2月19日  | リオ                 | クレー        | ディエゴ・シュワルツマン         | 2-6, 3-6                |

### ダブルス: 13回 (8勝5敗)
| 結果   | No. | 決勝日         | 大会                 | サーフェス    | パートナー                   | 対戦相手                                                          | スコア                     |
| ------ | --- | -------------- | -------------------- | ------------- | ---------------------------- | ----------------------------------------------------------------- | -------------------------- |
| 優勝   | 1.  | 2004年11月1日  | ストックホルム       | ハード (室内) | フェリシアーノ・ロペス       | ウェイン・アーサーズ ポール・ハンリー                             | 6-4, 6-4                   |
| 準優勝 | 1.  | 2007年7月22日  | シュトゥットガルト   | クレー        | ギリェルモ・ガルシア＝ロペス | フランティシェク・チェルマク レオシュ・フリードル                 | 4-6, 4-6                   |
| 準優勝 | 2.  | 2009年1月10日  | ブリスベン           | ハード        | ミーシャ・ズベレフ           | マルク・ジケル ジョー＝ウィルフリード・ツォンガ                   | 4-6, 3-6                   |
| 優勝   | 2.  | 2012年2月26日  | ブエノスアイレス     | クレー        | ダビド・マレーロ             | ミハル・メルティナク アンドレ・サ                                 | 6-4, 6-4                   |
| 優勝   | 3.  | 2012年3月3日   | アカプルコ           | クレー        | ダビド・マレーロ             | マルセル・グラノリェルス マルク・ロペス                           | 6-3, 6-4                   |
| 優勝   | 4.  | 2012年7月14日  | ウマグ               | クレー        | ダビド・マレーロ             | マルセル・グラノリェルス マルク・ロペス                           | 6-3, 7-6(7-4)              |
| 優勝   | 5.  | 2012年7月22日  | ハンブルク           | クレー        | ダビド・マレーロ             | ロジェリオ・ドゥトラ・ダ・シウバ ダニエル・ムニョス・デ・ラ・ナバ | 6-4, 6-3                   |
| 準優勝 | 3.  | 2012年10月28日 | バレンシア           | ハード (室内) | ダビド・マレーロ             | アレクサンダー・ペヤ ブルーノ・ソアレス                           | 3-6, 2-6                   |
| 優勝   | 6.  | 2013年9月22日  | サンクトペテルブルク | ハード (室内) | ダビド・マレーロ             | ドミニク・イングロット デニス・イストミン                         | 7-6(8-6), 6-3              |
| 準優勝 | 4.  | 2013年10月13日 | 上海                 | ハード        | ダビド・マレーロ             | イワン・ドディグ マルセロ・メロ                                   | 6-7(2-7), 7-6(8-6), [2-10] |
| 優勝   | 7.  | 2013年11月11日 | ロンドン             | ハード (室内) | ダビド・マレーロ             | ボブ・ブライアン マイク・ブライアン                               | 7-5, 6-7(3-7), [10-7]      |
| 準優勝 | 5.  | 2014年4月12日  | ヒューストン         | クレー        | ダビド・マレーロ             | ボブ・ブライアン マイク・ブライアン                               | 6-4, 4-6, [9-11]           |
| 優勝   | 8.  | 2018年2月19日  | リオ                 | クレー        | ダビド・マレーロ             | ニコラ・メクティッチ アレクサンダー・ペヤ                         | 5-7, 7-5, [10-8]           |

## デビスカップ

### 優勝(3)
| 年     | スペインチーム | ラウンド/相手                                                                                              |
| ------ | --- | --- |
| 2008年 | ラファエル・ナダル ダビド・フェレール フェルナンド・ベルダスコ フェリシアーノ・ロペス トミー・ロブレド ニコラス・アルマグロ         | 1R: ペルー 0–5 スペイン QF: ドイツ 1–4 スペイン SF: スペイン 4–1 アメリカ F: アルゼンチン 1–3 スペイン     |
| 2009年 | ラファエル・ナダル フェルナンド・ベルダスコ ダビド・フェレール フェリシアーノ・ロペス トミー・ロブレド フアン・カルロス・フェレーロ | 1R: スペイン 4–1 セルビア QF: スペイン 3–2 ドイツ SF: スペイン 4–1 イスラエル F: スペイン 5–0 チェコ       |
| 2011年 | ラファエル・ナダル ダビド・フェレール フェルナンド・ベルダスコ フェリシアーノ・ロペス マルセル・グラノリェルス                      | 1R: ベルギー 1–4 スペイン QF: アメリカ 1–3 スペイン SF: スペイン 4–1 フランス F: スペイン 3–1 アルゼンチン |

## 成績

### 4大大会シングルス
略語の説明
| W | F | SF | QF | #R | RR | Q# | LQ | A | Z# | PO | G | S | B | NMS | P | NH |

W=優勝, F=準優勝, SF=ベスト4, QF=ベスト8, #R=#回戦敗退, RR=ラウンドロビン敗退, Q#=予選#回戦敗退, LQ=予選敗退, A=大会不参加, Z#=デビスカップ/BJKカップ地域ゾーン, PO=デビスカップ/BJKカッププレーオフ, G=オリンピック金メダル, S=オリンピック銀メダル, B=オリンピック銅メダル, NMS=マスターズシリーズから降格, P=開催延期, NH=開催なし.
| 大会           | 2003 | 2004 | 2005 | 2006 | 2007 | 2008 | 2009 | 2010 | 2011 | 2012 | 2013 | 2014 | 2015 | 2016 | 2017 | 2018 | 2019 | 2020 | 2021 | 2022 | 2023 | 2024 | 2025 | 通算成績 |
| -------------- | ---- | ---- | ---- | ---- | ---- | ---- | ---- | ---- | ---- | ---- | ---- | ---- | ---- | ---- | ---- | ---- | ---- | ---- | ---- | ---- | ---- | ---- | ---- | -------- |
| 全豪オープン   | LQ   | 1R   | 2R   | 2R   | 2R   | 2R   | SF   | 4R   | 4R   | 1R   | 3R   | 2R   | 3R   | 2R   | 1R   | 2R   | 3R   | 3R   | A    | A    | Q2   | A    | A    | 26–17    |
| 全仏オープン   | LQ   | 2R   | 1R   | 2R   | 4R   | 4R   | 4R   | 4R   | 3R   | 3R   | 2R   | 4R   | 2R   | 3R   | 4R   | 4R   | 2R   | A    | 1R   | Q2   | A    | A    | A    | 32–17    |
| ウィンブルドン | 1R   | 2R   | 2R   | 4R   | 3R   | 4R   | 4R   | 1R   | 2R   | 3R   | QF   | 1R   | 3R   | 1R   | 1R   | 1R   | 4R   | NH   | 1R   | 1R   | A    | A    | A    | 25–19    |
| 全米オープン   | 3R   | 2R   | 4R   | 3R   | 3R   | 3R   | QF   | QF   | 3R   | 3R   | 1R   | 2R   | 2R   | 1R   | 2R   | 3R   | 2R   | A    | Q2   | 1R   | A    | A    | A    | 30–17    |

### 大会最高成績
| 大会                 | 成績 | 年               |
| -------------------- | ---- | ---------------- |
| ATPファイナルズ      | RR   | 2009             |
| インディアンウェルズ | QF   | 2009             |
| マイアミ             | QF   | 2009, 2010       |
| モンテカルロ         | F    | 2010             |
| マドリード           | QF   | 2009, 2012       |
| ローマ               | SF   | 2010             |
| カナダ               | 3R   | 2006, 2007, 2009 |
| シンシナティ         | 3R   | 2008, 2011       |
| 上海                 | 3R   | 2012             |
| パリ                 | QF   | 2017             |
| ハンブルク           | QF   | 2006, 2008       |
| オリンピック         | 1R   | 2012             |
| デビスカップ         | W    | 2008, 2009, 2011 |